# Tòfona negra
La tòfona negra, tòfona d'hivern o tòfona de Perigord (Tuber melanosporum, del llatí tuber -'tubercle, tòfona'- i del grec mélas, mélanos -'negre'- i sporá -'llavor, gra'-) és una espècie de fong ascomicot de l'ordre dels pezizals (Pezizales). És un bolet que viu soterrat, associat amb les arrels d'arbres forestals, sobretot dels gèneres Quercus (roures, alzines, etc.) i Salix (salzes), formant micorrizes.

## Morfologia
Té l'aspecte d'una patata, de 2 a 8 cm, irregular, d'un to bru rogenc o gairebé negre, amb berrugues de forma poligonal, cobrint tota la seua superfície.
Quan es talla s'aprecia la gleva, d'un blanc grisós de jove que, quan envelleix, s'enfosqueix i fa ressaltar una retícula de venes blanques.

## Hàbitat
És una espècie d'hivern que es troba des del novembre fins al març i que se cerca amb l'ajut de gossos ensinistrats, que les descobreixen mercès a la seua penetrant aroma.

## Comestibilitat
És un comestible excel·lent, dit el "diamant de la cuina" pels francesos, que van incorporar-la com a condiment (especialment la famosa tòfona de Perigord) en el seu sofisticat repertori culinari, des de fa molts anys.

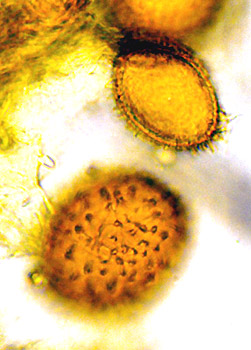
Espores de la tòfona negra

També es fa servir per a aromatitzar conserves i embotits, com la coneguda botifarra catalana trufada.
És el bolet que ateny un preu més elevat en els mercats especialitzats catalans (Vic, Centelles, etc.), tant per raó de la seua qualitat, com de la seua raresa i de la dificultat de trobar-lo.